# Reserva Natural de Kareda
A Reserva Natural de Kareda é uma reserva natural localizada no condado de Järva, na Estónia.
A área da reserva natural é de 363 hectares.
A área protegida foi fundada em 2005 para proteger valiosos tipos de habitat e espécies ameaçadas em Kareda, Ämbra e Öötla (todos locais na antiga freguesia de Kareda), na aldeia de Kahala (antiga freguesia de Koigi) e na aldeia de Suurpalu (freguesia de Paide).